# Aphrophora consocia
Aphrophora consocia är en insektsart som beskrevs av Melichar 1902. Aphrophora consocia ingår i släktet Aphrophora och familjen spottstritar. Inga underarter finns listade i Catalogue of Life.